# تیم ملی والیبال مردان مکزیک
تیم ملی والیبال مردان مکزیک تیم ملی والیبال مردان کشور مکزیک است.